# Silo de Andújar
El silo de Andújar es un antiguo silo de grano situado en el municipio español de Andújar, en la provincia de Jaén. Se encuentra ubicado junto a las vías del tren y la estación de ferrocarril.

## Historia
Su construcción respondió a una premeditada organización para el almacenamiento de cereal, dentro de la política implementada por el régimen franquista a través del Servicio Nacional del Trigo. Las instalaciones entraron en servicio en 1950 y contaban con una capacidad de almacenamiento de unas 2.100 toneladas. El silo de Andújar constituyó uno de los primeros de toda la red que entró en servicio. Con posterioridad, la unidad pasaría a manos del Servicio Nacional de Cereales en 1969 y, dos años después, del Servicio Nacional de Productos Agrarios (SENPA).

## Características
Se trata de un silo del tipo A, tipología a la cual pertenecía la primera serie de unidades que se construyeron. Su estructura está levantada en hormigón y está compuesto por celdas cuadradas de ladrillo armado. En términos generales, los silos de este tipo suelen tener una altura máxima de 27 metros y poseen elementos ornamentales en su fachada de inspiración historicista.
Las instalaciones están enlazadas con la red ferroviaria general a través de un ramal particular.